# Microsphaera
Microsphaera is een geslacht van anamorfe schimmels, die behoren tot de familie Erysiphaceae van de ascomyceten. De teleomorfe vorm van deze schimmels behoort tot het geslacht Erysiphe.

## Soorten
Enkele soorten:
- Microsphaera diffusa
- Microsphaera ellisii
- Microsphaera euphorbiae
- Microsphaera hommae
- Microsphaera penicillata
- Microsphaera plantani
- Microsphaera vaccinii
- Microsphaera verruculosa